# Sportief Rotselaar
Maillots
Dernière mise à jour : 7 août 2018.
Le Sportief Rotselaar est un club de football belge, basé dans la ville de Rotselaar, en province du Brabant flamand. Il évolue en deuxième provinciale lors de la saison 2017-2018, mais a évolué 10 saisons dans les divisions nationales, dont 1 en Division 2.

## Histoire
Le club est fondé sous le nom de Voetbalclub Rotselaar, et s'affilie à l'Union Belge le 6 avril 1966. Il reçoit le matricule 6909, et débute au dernier niveau provincial. Le club gravit les échelons provinciaux très rapidement, et rejoint la Promotion en 1973. Dès sa première saison en nationales, le club termine vice-champion de sa série, derrière le Stade Louvain. Grâce à l'élargissement de la première division, qui passe à 20 clubs pour la saison prochaine, le nombre de clubs promus dans les séries inférieures est doublé et le VC Rotselaar est également promu en Division 3.
En troisième division, Rotselaar joue également la tête, et termine quatrième lors de sa première saison. Le club confirme cette performance les années suivantes, et finit par remporter sa série en 1978, à la suite d'un test-match contre Turnhout. Il est ainsi promu en Division 2, quinze ans seulement après ses débuts en quatrième provinciale. Mais la marche en avant du club est stoppée. Il termine avant-dernier, ce qui le condamne à retourner en Division 3 après une saison. Il ne parvient plus à jouer le titre, et après trois saisons, une dernière place dans sa série le renvoie en Promotion. La chute n'est pas terminé pour le club, qui termine le championnat à une place de relégable. Il est ainsi relégué vers les séries provinciales en 1983, dix ans après les avoir quittées.
Après une ascension rapide, la chute l'est donc tout autant pour le club. Il continue à reculer dans la hiérarchie du football belge, et tombe même les années suivantes jusqu'en quatrième provinciale, le plus bas niveau possible. En 1994, le club change son nom en Sportief Rotselaar.

## Résultats en séries nationales
Statistiques à jour le 21 juin 2013

### Palmarès
- 1 fois champion de Belgique de Division 3 en 1978.

### Bilan
| Niv | Divisions     | Jouées | Titres | TM Up | TM Down |
| --- | ------------- | ------ | ------ | ----- | ------- |
| I   | 1re nationale | 0      | 0      |       |         |
| II  | 2e nationale  | 1      | 0      |       |         |
| III | 3e nationale  | 7      | 1      |       |         |
| IV  | 4e nationale  | 2      | 0      |       |         |
| V   | 5e nationale  | 0      | 0      |       |         |
|     |               |        |        |       |         |
|     | TOTAUX        | 10     | 1      | 0     | 0       |

- TM Up : test-match pour départager des égalités, ou toutes formes de Barrages ou de Tour final pour une montée éventuelle.
- TM Down : test-match pour départager des égalités, ou toutes formes de Barrages ou de Tour final pour le maintien.

### Classements saison par saison
| Ordre               | Saison  | Nom du club  | Niveau             | Classement final | Remarques          |
| ------------------- | ------- | ------------ | ------------------ | ---------------- | ------------------ |
| 1                   | 1973-74 | VC Rotselaar | Promotion série A  | 2e/16            | Promu!             |
| 2                   | 1974-75 | VC Rotselaar | Division 3 série A | 4e/16            |                    |
| 3                   | 1975-76 | VC Rotselaar | Division 3 série A | 6e/16            |                    |
| 4                   | 1976-77 | VC Rotselaar | Division 3 série A | 5e/16            |                    |
| 5                   | 1977-78 | VC Rotselaar | Division 3 série A | 1er/16           | Champion et promu! |
| 6                   | 1978-79 | VC Rotselaar | Division 2         | 15e/16           | Relégué!           |
| 7                   | 1979-80 | VC Rotselaar | Division 3 série B | 7e/16            |                    |
| 8                   | 1980-81 | VC Rotselaar | Division 3 série A | 11e/16           |                    |
| 9                   | 1981-82 | VC Rotselaar | Division 3 série A | 16e/16           | Relégué!           |
| 10                  | 1982-83 | VC Rotselaar | Promotion série B  | 14e/16           | Relégué!           |
| séries provinciales |         |              |                    |                  |                    |